# Световно първенство по ски алпийски дисциплини 1931
Световното първенство по алпийски ски през 1931 г. е организирано от Международната федерация по ски (ФИС) и е проведено в Мюрен, Швейцария от 19 до 23 февруари 1931 г.
Това е първото световно първенство по алпийски ски. В програмата му са включени дисциплините спускане и слалом, като се състоят стартове и при мъжете, и при жените. Участие взимат скиори от седем държави - Австралия, Австрия, Великобритания, Германия, Италия, Норвегия, Швейцария.

## Резултати

### жени
| дисциплина |                             |                               |                              |
| ---------- | --------------------------- | ----------------------------- | ---------------------------- |
| спускане   | Есми Макинън Великобритания | Нел Каръл Великобритания      | Ирма Шмидег Австрия          |
| слалом     | Есми Макинън Великобритания | Инге Версин-Лантсчнер Австрия | Джанет Кеслър Великобритания |

### мъже
| дисциплина |                         |                      |                        |
| ---------- | ----------------------- | -------------------- | ---------------------- |
| спускане   | Валтер Прагер Швейцария | Ото Фурер Швейцария  | Вили Щьори Швейцария   |
| слалом     | Давид Цог Швейцария     | Антон Зийлос Австрия | Фридл Дьоубер Германия |

## Класиране по медали
- Водещ критерий: брой златни медали

| позиция | държава        | злато | сребро | бронз | общо |
| ------- | -------------- | ----- | ------ | ----- | ---- |
| 1       | Великобритания | 2     | 1      | 1     | 4    |
|         | Швейцария      | 2     | 1      | 1     | 4    |
| 3       | Австрия        | 0     | 2      | 1     | 3    |
| 4       | Германия       | 0     | 0      | 1     | 1    |
|         | общо           | 4     | 4      | 4     | 12   |